# Корневское (озеро)
Корневское (Селецкое) — озеро в России на территории Ново-Горкинского сельского поселения Лежневского района Ивановской области. Площадь озера — 0,11 км². Его наибольшая глубина — 11,5 метров, средняя — 3,5 метра. Расположено на высоте 101,2 метра над уровнем моря.
Озеро лежит в 0,5 км к юго-востоку от деревни Корнево. Озеро окружено берёзовым лесом, ольшаниками, молодыми ельниками, у южного берега есть болота. Из озера вытекает безымянный ручей, впадающий в Уводь. Берега озера низкие, местами заболоченные, трясинные, плохо проходимые, заросли телиптерисом болотным, манником плавающим, белокрыльником болотным, осоками острой, носиковой, тростником южным, вейником седеющим, сабельником болотным. Во флоре озера и его ближайших окрестностях отмечено 90 видов сосудистых растений, в том числе редких для Ивановской области, таких как: можжевельник обыкновенный, кубышка желтая, ландыш майский, медуница неясная.
Ихтиофауна представлена лещом, плотвой, щукой, налимом, ротаном, сомом. В озере обитают бобры.